# Presqu'île de Rhuys
La presqu'île de Rhuys est une presqu'île située dans le département du Morbihan, en région Bretagne (France). Elle est ancrée dans le parc naturel régional du golfe du Morbihan et borde l'océan Atlantique sur sa façade sud.

## Toponyme
Le linguiste Léon Fleuriot explique le toponyme Rhuys, qui a désigné un pagus au VIe siècle (mentionné sous le terme Reuuisii pagus) en vieux breton *Ro-Wid-T qui signifie « de belle apparence ». Le nom de ce pagus pourrait donc venir d'un anthroponyme.

## Situation géographique
La presqu'île de Rhuys est une avancée de terre rattachée au littoral de Bretagne sud. Elle ferme le golfe du Morbihan. Elle est située face aux îles de Houat et d'Hoëdic ainsi qu'à la presqu'île de Quiberon.

## Géographie physique
Son territoire ressemble globalement à un arc de cercle dessinant un rectangle massif de 25 km de long sur 1,5 à 6 km de large. Il s'étend d'est en ouest et se resserre à Arzon qui forme elle-même une presqu'île. La surface totale des cinq communes (certains estimant qu'on pourrait y ajouter Le Hézo et Noyalo) approche 105 km2. Cet ensemble appartient aux reliefs anciens de Bretagne Sud, essentiellement constitués de sols cristallins (schiste et granit). La presqu'île de Rhuys est l'un des maillons d'un ensemble qui comprend les montagnes Noires, les Landes de Lanvaux, le Sillon de Bretagne et les îles du large (Belle île, Houat, Hoëdic, l'île Dumet, etc.) et dessine un arc de collines parallèles au littoral. Les points culminants n'excèdent ici pas cinquante mètres mais certains points du littoral sont abrupts (Grand Mont, Petit Mont, pointe de l'Ours, etc.). On observe un fort contraste entre la côte Sud donnant sur Mor braz, où alternent les longues plages de sable et les pointes rocheuses et celle du golfe du Morbihan, où le trait de côte est plus découpé, les plages plus rares et les vasières plus présentes à marée basse.

## Cadre géologique

Au niveau continental, la ceinture de leucogranites de la virgation ibéro-armoricaine.

Sarzeau et la presqu'île de Rhuys font partie, au niveau régional, de la ceinture de leucogranites de l'Ouest de la France.

Au niveau régional, le territoire de Sarzeau est situé dans le domaine sud armoricain marqué par la phase orogénique bretonne du cycle varisque, au début du carbonifère inférieur, ou tournaisien, il y a environ 360 millions d'années. La collision continentale au cours de l'orogenèse varisque proprement dite se traduit dans le massif armoricain par un métamorphisme général de basse-moyenne pression, formant les gneiss et les micaschistes, par des phases de cisaillement et par une anatexie générant migmatites et granites. Elle se traduit enfin, par la mise en place de nombreux leucogranites (à deux micas muscovite et biotite) intrusifs à travers les schistes cristallins, concomitamment aux cisaillements et à ce métamorphisme. Le territoire de Sarzeau fait ainsi partie d'une grande ceinture de leucogranites au sud du Massif armoricain. Cette ceinture correspond à un immense batholite mis en place dans des roches métamorphiques, seuls quelques plutons atteignant le paléozoïque épimétamorphique. Ce batholite est subdivisé en plusieurs bandes (« rubans ») qui montrent une nette divergence vers l'Est : un axe majeur (pointe du Raz - Nantes - Parthenay - Millevaches) à convexité nord-est (orienté N 110-130 °E) associé au cisaillement sud-armoricain (décrochement dextre selon une orientation cadomienne dont le rejet horizontal atteindrait 500 km), duquel fait partie la presqu'île ; au Nord de cet axe, la bande Locronan-Lizio correspondant à plusieurs rubans orientés N 60 à 100°E (chapelet d'apophyses Bignan, Guéhenno, Savenay, etc.) ; au Sud de cet axe, une échine discontinue de moles syntectoniques (massifs de Trégunc, Pont-l'Abbé, Port-Louis-Ploemeur, Glénan-Quiberon-Houat-Hoedic-Guérande-Le Croisic, Saint-Brévin, Noirmoutier-La Roche-sur-Yon) allongés en direction sud-armoricaine dont le parallélisme avec le cisaillement sud-armoricaine incite à penser à l'influence indirecte d'une contrainte linéamentaire. Le granite intrusif de Sarzeau, daté de 300 millions d'années, se met en place principalement au cours de l'épisode extensif connu en Sud Bretagne au cours du cycle varisque, caractérisé localement par la zone de cisaillement extensive de Sarzeau (ZCES). Ce granite est produit par fusion de métasédiments avec des taux de fusion faibles, probablement en relation avec des processus de relaxation thermique.
La presqu'île fait ainsi partie d'une bande ouest nord ouest-est sud est nommée la voûte anticlinale des Cornouailles par Charles Barrois en 1890 ou l’anticlinal de Cornouaille par Jean-Pascal Cogné en 1960 (bande qui s’étend de la pointe du Raz jusqu’à l’estuaire de la Loire). Cet anticlinal est constitué de migmatites et gneiss catazonaux, avec, au cœur de la structure, les granites d'anatexie hercyniens d'Hennebont et de Sainte-Anne-d'Auray et le dôme migmatique du golfe du Morbihan, marqueur d'un effondrement gravitaire. Ces migmatites sont exhumées au carbonifère supérieur sous l’action conjointe du cisaillement sud armoricain et des zones de détachements majeures (Quiberon, Guérande). « Notons que cette remontée peut s'accompagner d'une décompression adiabatique et ainsi provoquer la fusion partielle de la croûte à l'origine de magmas ». La presqu'île dessine ainsi, comme le golfe du Morbihan, une coupe naturelle dans les complexes migmatitiques de Bretagne méridionale. La mobilisation progressive d'un ensemble à dominante gneissique conduit à un granite d'anatexie (caractérisé par des métatexites rubanées, intensément déformées montrant des plis à axes verticaux, recoupées de dykes de granite clair, plus rarement des diatexites) dont les enveloppes sont constituées de gneiss et de micaschistes. Utilisant la structure varisque fondamentale, les actions géologiques tertiaires et quaternaires façonnent le modelé de la région sous l'action combinée de l'érosion différentielle et du rejeu tectonique suivant les directions principales varisques sud armoricaines. Ce système de failles est important du point de vue hydrologique car elles constituent des drains privilégiés pour la circulation des eaux dans le sous-sol.

## Écologie
Les paléopaysages de cette région sont partiellement connus par l'archéopaléontologie et la palynologie. Ils ont beaucoup évolué avec les variations du niveau de la mer et parce que les estuaires et les marais maritimes de Bretagne ont souvent des configurations propices à l'envasement. La grande complexité du trait de côte (écotone) et la diversité des milieux originels fait de la presqu'île un lieu a priori intéressant en termes d'écopotentialité et de trame verte. Un début d'inventaire de la biodiversité est en cours, sous l'égide notamment de la communauté de communes de la Presqu'île de Rhuys (CCPR) et du parc naturel régional du golfe du Morbihan, avec par exemple en 2015-2018 un suivi du crapaud calamite et du pélodyte ponctué, deux espèces bioindicatrices. Les paysages ont depuis longtemps évolué sous l'effet de la présence humaine, d'abord du Néolithique au Moyen Âge et plus encore au XXe siècle, sous l'effet du développement touristique et du nautisme notamment, source de tensions foncières. Le littoral est périodiquement touché par des marées vertes ou blooms algaux. Après une longue période de recul, les paysages forestiers sont en reconquête, comme dans toutes les régions mais localement avec un phénomène d'enrésinement ou d'artificialisation de la gestion forestière.

## Climat
Le climat de la presqu'île de Rhuys est celui du golfe du Morbihan, mais les précipitations annuelles sont légèrement plus importantes sur la presqu'île qu'ailleurs autour du golfe. Seule la « presqu'île » que forme la commune d'Arzon a des valeurs comparables à celles du golfe.
Alors qu'en Europe (et dans ses régions ultrapériphériques) un nombre croissant d'îles et de territoire ressentent les effets du changement climatique, la presqu'île a été choisie avec quatre autres territoires considérés représentatifs, comme objet d'étude par le projet européen CoCliServ (Co-développement de services climatiques à l’échelle des territoires) qui recherche des solutions aux besoins des communautés locales face au dérèglement climatique (élévation du niveau de la mer, fréquence accrue des tempêtes, besoins futurs de mobilité, etc.).

## Communes
Il y a cinq communes sur la presqu'île :
- Sarzeau, la plus grande (62 % de la surface de la presqu'île) et elle est le chef-lieu du canton ;
- Arzon, dont font partie Le Crouesty et Port-Navalo ;
- Saint-Armel, détachée de Sarzeau au XIXe siècle ;
- Saint-Gildas-de-Rhuys ;
- Le Tour-du-Parc, détachée de Sarzeau au XIXe siècle.

Certains estiment qu'on peut y ajouter Noyalo et Le Hézo.

## Histoire

### Moyen Âge
Au haut Moyen Âge, la presqu'île de Rhuys formait le pagus Reuuisii, un pagus, c'est-à-dire une subdivision administrative du Vannetais.

### LeXXesiècle

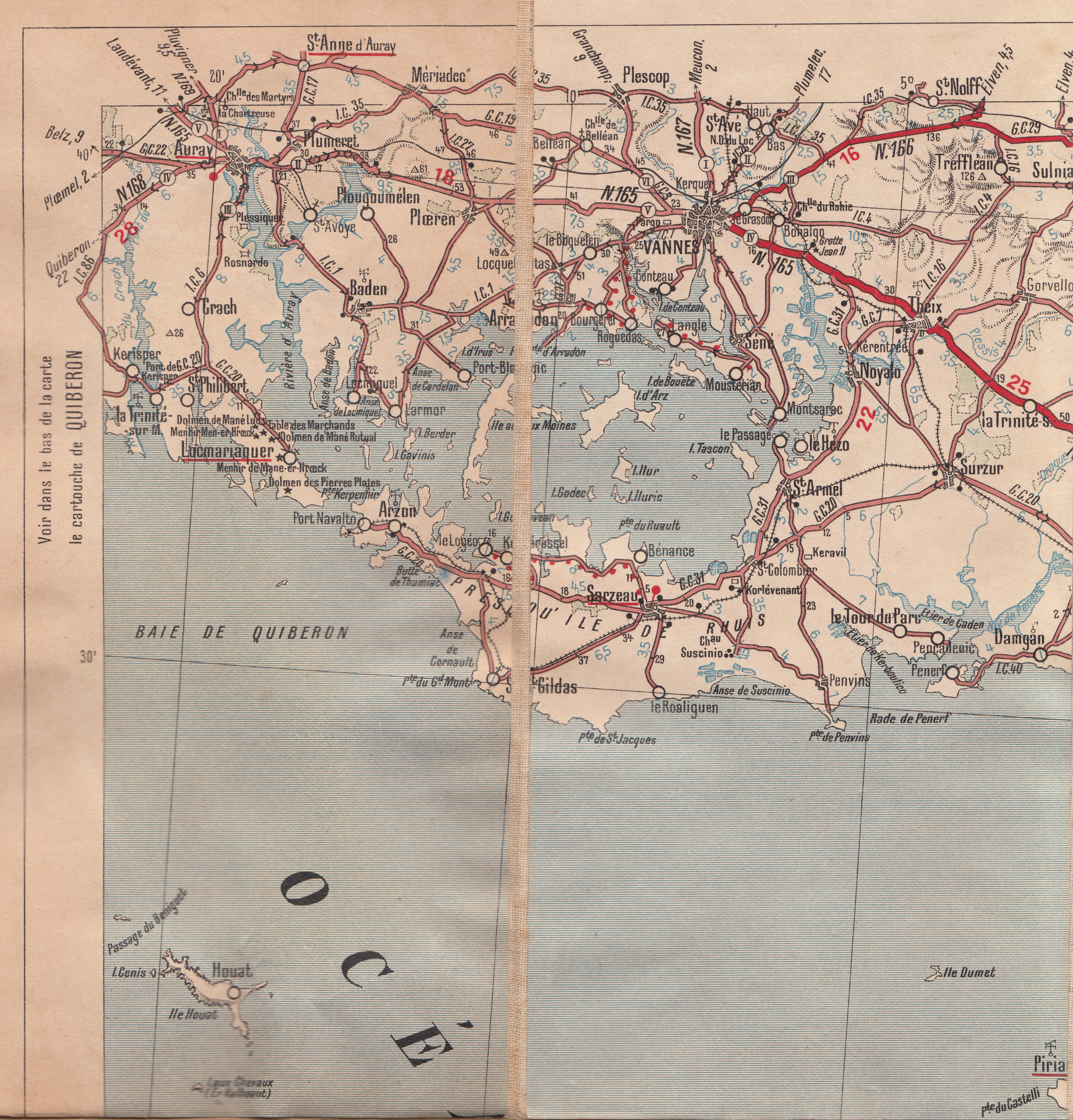
Autour du golfe du Morbihan ; Rhuys (carte Michelin 1913).

Le cuirassé Voltaire fut échoué au sud de la presqu'île en 1936 et servit de cible pour les manœuvres militaires, avant son démantèlement à partir de 1948.

### Monuments importants
- Château de Suscinio
- Église de Sarzeau
- Château de Truscat (XIXe siècle)
- Château de Kerlevénan (XVIIIe siècle)
- Château du Néret
- Château de Kerthomas
- Château de Kergeorget
- Abbaye Saint-Gildas de Rhuys

### Personnalités liées à la presqu'île
- Marie Le Franc
- Abélard
- Alain-René Lesage
- Xavier de Langlais
- Amédée de Francheville